# Harvey W. Wiley

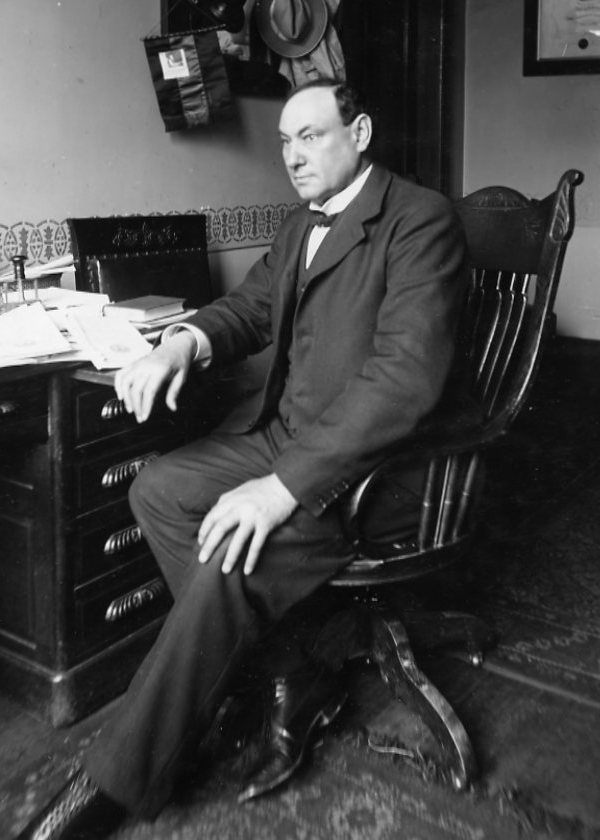
Wiley etwa um 1900

Harvey Washington Wiley (* 18. Oktober 1844; † 30. Juni 1930) war ein amerikanischer Chemiker, der für den 1906 beschlossenen Pure Food and Drug Act sowie danach in den Good Housekeeping Institute Laboratories arbeitete. Er war der erste Beauftragte der amerikanischen Lebensmittelbehörde United States Food and Drug Administration. Wiley war ab 1904 gewähltes Mitglied der American Philosophical Society. Er erhielt 1910 die Auszeichnung Elliott Cresson Medal des Franklin Institutes. Er ist Autor zahlreicher Publikationen im Bereich der Lebensmittelverfälschung.

## Leben

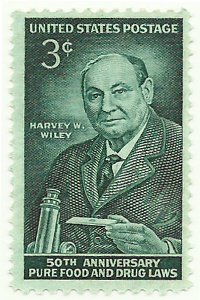
Gedenkbriefmarke zum 50-jährigen Jubiläum des Pure Food and Drug Act

Harvey Washington Wiley wurde 1844 in der Nähe von Kent im US-Bundesstaat Indiana, geboren. 1864 kämpfte er im Unionsheer im Sezessionskrieg während des amerikanischen Bürgerkrieges. Er erhielt 1867 einen Bachelor-Abschluss vom Hannover College und einen Doktor der Medizin vom Indiana Medical College im Jahr 1871 danach nahm Wiley eine Stelle als Chemielehrer am Indiana Medical College an. Er erlangte einen B.S. der Harvard University im Jahr 1873 und nahm im Jahr 1874 eine Fakultätsstelle in Chemie an der Purdue University an. 1878 arbeitete Wiley im Kaiserlichen Gesundheitsamt und wurde in die Gesellschaft Deutscher Chemiker gewählt.
1883 trat er die Leitung des Bureau of Chemistry an, welches dem Landwirtschaftsministerium der Vereinigten Staaten unterstellt war. 1884 war Mitbegründer der Association of Official Agricultural Chemists dessen Vorstand er von 1889 bis 1912 innehatte. Wiley leitete zwischen 1902 und 1907 eine Versuchsreihe zur Erforschung des Metabolismus von Konservierungsmitteln mit menschlichen Versuchspersonen; die Teilnehmergruppe dieser Versuchsreihe wurde von den Medien Poison Squad genannt. 1906 wurde auf seine Initiative hin der Pure Food and Drug Act erlassen. 29 Jahre blieb er Leiter des Bureau of Chemistry, bis er 1912 zurücktrat und mit 66 Jahren die Frauenrechtlerin Anna Kelton Wiley heiratete. Aus der Ehe stammten zwei Söhne. Er wurde Redakteur des Good Housekeeping Magazins, wo er das Good Housekeeping Seal of Approval (Gütesiegel) entwickelte. Wiley verstarb am 30. Juni 1930 im Alter von 86 Jahren und wurde auf dem Arlington National Cemetery begraben.